# Максимиан (архиепископ Константинопольский)
Максимиан Константинопольский (греч. Μαξιμιανός; умер в 434) — архиепископ Константинопольский с 25 октября 431 по 12 апреля 434 года, объединивший восточные церкви после разгрома несторианства.
Служение Максимиана пришлось на время смуты, последовавшей за Эфесским собором 431 года. Значительная доля паствы ушла в несторианство; патриарх Несторий был единогласно предан анафеме духовенством. Выборы патриарха породили новые столкновения; в итоге, четыре месяца спустя, Максимиан стал патриархом «единодушной волей клира, императора и народа». Тем не менее, епископы восточных церквей (Тарс, Антиохия и др.) вначале отказались признать старшинство Максимиана, и тому пришлось вести длительную дипломатию, в итоге увенчавшуюся победой — восточные епископы признали и его избрание, и низложение Нестория.
Максимиан мирно скончался в Великий четверг 12 апреля 434 года. Из письменных источников сохранился единственный текст — послание к святому Кириллу Александрийскому.
Православная церковь отмечает память Максимиана 21 апреля (по юлианскому календарю). Максимиан изображается «типа римскаго, более средних лет, волосы кудрявы, с малой проседью, борода большая, густая, длинноватая; в фелони и омофоре». На широкоизвестной мозаике VI века из церкви Сан-Витале рядом с Юстинианом I изображён не константинопольский Максимиан, а его тёзка Максимиан, епископ Равенны в 546—556 годах.